# Dematobactron
Dematobactron is een geslacht van Phasmatodea uit de familie Diapheromeridae. De wetenschappelijke naam van dit geslacht is voor het eerst geldig gepubliceerd in 1923 door Karny.

## Soorten
Het geslacht Dematobactron is monotypisch en omvat slechts de volgende soort:
- Dematobactron fuscipennis (Redtenbacher, 1908)